# Fuller (cràter)
Fuller és un cràter d'impacte en el planeta Mercuri de 26,97 km de diàmetre. Porta el nom de l'enginyer i arquitecte estatunidenc Richard Buckminster Fuller (1895-1983), i el seu nom va ser aprovat per la Unió Astronòmica Internacional el 2013.